# 이두일
이두일(李斗日, 1963년 10월 20일 ~ )은 대한민국의 배우이다.

## 생애
1982년 창극배우 첫 데뷔한 그는 이후 1986년 아동극 《꿈꾸러기》로 연극배우 데뷔하면서 본격 연기자 활동을 시작했다.
이두일은 2005년에 방송된 노도철PD의 MBC 시트콤 《안녕, 프란체스카》에 출연하여 배우 심혜진과 연기호흡을 맞췄다. 이 시트콤을 통해 그는 존재감 없는 조연이라는 타이틀을 벗어 던지고 시트콤 연기 분야의 뉴페이스로 각광받기 시작했다.
2009년 6월 4일에 배우 생활 23년여만에 첫 주연을 맡은 영화 《물 좀 주소》가 개봉했다.
강원도 속초시에서 카페를 운영하기도 한다.

## 학력
- 서울예전 연극학과 (전문학사)

## 출연작

### 광고
- 2003년 : 한국까르푸

### 드라마
- 1993년 SBS 《머나먼 쏭바강》 ... 천 상병 역
- 1995년 SBS 《모래시계》 ... 백 형사 역
- 1995년 MBC 《제4공화국》 ... 중앙정보부 제6국 요원 역
- 1996년 KBS1 《대추나무 사랑걸렸네》... 용구 역
- 1996년 KBS2 《첫사랑》... 왕기 수하 역
- 1996년 KBS2 일일연속극 《오늘은 남동풍》
- 1997년  KBS2 《열애》
- 1998년 SBS 《서울 탱고》 ... 한도일 역
- 1999년 SBS 《카이스트》 ... 캠플 역
- 1999년 SBS 《고스트》 ... 나 형사 역
- 2002년~2004년 KBS2 《매직키드 마수리》 ... 최기수 역
- 2002년 KBS2 《부부클리닉 사랑과 전쟁 - 여성호르몬을 지켜라》
- 2003년 MBC 《앞집 여자》 ... 이봉섭 역
- 2003년 SBS 《왕의 여자》 ... 이기축 역
- 2004년 MBC 《결혼하고 싶은 여자》 ... 이원영 역
- 2004년 MBC 《사랑을 할꺼야》 ... 오재민 역
- 2004년 KBS1  《불멸의 이순신》 ... 마영갑 역
- 2005년~2006년 MBC 《안녕, 프란체스카》 ... 이두일 역
- 2005년 KBS2 《마법전사 미르가온》 ... 최기수 역
- 2005년 KBS2 《드라마시티 - 유쾌한 유필만》 ... 상일 역
- 2005년 KBS2 《641 가족》 ... 천호만 역
- 2005년 KBS2 《드라마시티 - 블랙메일》 ... 상준 역
- 2006년 MBC 《사랑은 아무도 못말려》 ... 김태수 역
- 2006년 KBS2 《인생이여 고마워요》 ... 나만철 역
- 2007년 KBS1  《KBS HDTV 문학관 - 카스테라》
- 2007년 MBC 《9회말 2아웃》 ... 임낙빈 역
- 2007년 MBC 《뉴하트》 ... Bar 사장 역 (특별출연)
- 2008년 KBS2 《싱글파파는 열애중》 ... 구상태 역
- 2008년 MBC 《라이프 특별조사팀》 ... 여한수 역
- 2008년 MBC 《달콤한 인생》 ... 우석 역
- 2008년 MBC 《종합병원 2》 ... 정하윤의 법대 선배 변호사 역
- 2010년 SBS 《별을 따다줘》 ... 김장수 역
- 2010년 MBC every1 《별순검 시즌 3》 ... 박충옥 역
- 2010년 KBS2 《프레지던트》 ... 윤성구 역
- 2011년 SBS 《파라다이스 목장》 ... 심수봉 역
- 2011년 MBC 《불굴의 며느리》 ... 방진국 역
- 2012년 TV조선 《프로포즈 대작전》 ... 조국대 역
- 2012년 SBS 《내 사랑 나비부인》
- 2012년 KBS2 《선녀가 필요해》 ... 차세동 역
- 2012년 KBS1  《힘내요 미스터 김》 ... 천명관 역
- 2013년 OCN 《특수사건 전담반 TEN 2》 ... 구두수선집 사장 역 (우정출연)
- 2014년 SBS 《너희들은 포위됐다》 ... 어수선의 아버지 역
- 2015년 OCN 《실종느와르 M》 ... 이종호 역 (특별출연)
- 2015년 MBC EVERY1 《웹툰히어로 툰드라쇼》 ... 세종 역
- 2015년 MBC EVERY1 《연금술사》 ... 특별출연
- 2017년 SBS funE 《아이돌마스터.KR - 꿈을 드림》 ... Y엔터대표 역
- 2017년 OCN 《블랙》 ... 김영석 역
- 2018년 KBS2 《하나뿐인 내 편》 ... 김동철 역
- 2024년 KBS2 《미녀와 순정남》... 고현철 역
- 2024년 MBC 《백설공주에게 죽음을 - Black Out》 … 신추호 역

### 영화
- 1988년 《아스팔트 위의 동키호테》
- 1990년 《시인 구보씨의 하루》
- 1993년 《비명도시》
- 1993년 《바람부는 날이면 압구정동에 가야한다》 ... 방송국 PD 역
- 1993년 《그 섬에 가고 싶다》
- 1994년 《세상 밖으로》
- 1995년 《사랑하기 좋은 날》
- 1995년 《아름다운 청년 전태일》 ... 형사 역
- 1995년 《돈을 갖고 튀어라》 ... 석두 역
- 1996년 《진짜 사나이》 ... 노랑 역
- 1997년 《비트》 ... 이사장 역
- 1998년 《투캅스 3》 ... 유괴범 역
- 1998년 《찜》 ... 진구 역
- 1998년 《해가 서쪽에서 뜬다면》 ... 심판 P 역
- 1999년 《이재수의 난》 ... 강우백 역
- 2001년 《무사》 ... 지산 역
- 2002년 《패밀리》 ... (우정출연)
- 2007년 《이대근, 이댁은》 ... 장남 역
- 2009년 《물 좀 주소》 ... 구창식 역
- 2009년 《천국의 우편배달부》 ... 구대봉 역
- 2011년 《위도》 ... 장만수 역
- 2011년 《스파이 파파》 ... 만호 역
- 2011년 《결정적 한방》 ... 부랑자 역
- 2012년 《강철대오: 구국의 철가방》 ... 박 주방장 역(특별출연)

### 애니메이션
- 애니 프란체스카 (2006년)